# Călățele
Călățele est une commune de Transylvanie, en Roumanie, dans le județ de Cluj. Elle est composée des villages Călățele, Călata, Dealu Negru, Finciu et Văleni.